# Jim Carter (skuespiller)
James Edward Carter OBE (født 19. august 1948) er en engelsk skuespiller. Han er bedst kendt for sin rolle som Mr. Carson i ITV's historiske dramaserie Downton Abbey (2010–2015), som han blev nomineret til fire Primetime Emmy Award for Outstanding Supporting Actor in a Drama Series (2012–2015) for. Han gentog sin rolle i filmene Downton Abbey (2019) og Downton Abbey: A New Era (2022).
Carters filmografi inkluderer A Private Function (1984), The Company of Wolves (1984), A Month in the Country (1987), The Witches (1990), A Dangerous Man: Lawrence After Arabia (1992), Stalin (1992), The Madness of King George (1994), Richard III (1995), Brassed Off (1996), Shakespeare in Love (1998), The Little Vampire (2000), Ella Enchanted (2004), The Thief Lord (2006), The Golden Compass (2007), Tim Burton's Alice in Wonderland (2010), My Week with Marilyn (2011), Transformers: The Last Knight (2017), The Good Liar (2019), og Wonka (2023).
Hans roller i tv-serier inkluderer Lipstick on Your Collar (1993), Cracker (1994), The Way We Live Now (2001), The Singing Detective (1986), Minder (1994), Arabian Nights (2000), The Chest (1997), Red Riding (2009), A Very British Coup (1988), Hornblower-episoden "Duty" (2003) og Midsomer Murders episoden "The Fisher King" (2004), samt Dinotopia (2002). Han har også spillet Captain Brown BBC-serien Cranford (2007) sammen med sin kone Imelda Staunton.

## Filmografi

### Film
| År   | Titel                                    | Rolle                                | Noter                   |
| ---- | ---------------------------------------- | ------------------------------------ | ----------------------- |
| 1980 | Flash Gordon                             | Azurian Man                          |                         |
| 1984 | Top Secret!                              | Déjà Vu, Resistance Member           |                         |
| 1984 | The Company of Wolves                    | Second Husband                       | Uncredited              |
| 1984 | A Private Function                       | Inspector Noble                      |                         |
| 1985 | Rustlers' Rhapsody                       | Blackie                              |                         |
| 1986 | The American Way                         | Castro                               |                         |
| 1986 | Haunted Honeymoon                        | Montego                              |                         |
| 1987 | A Month in the Country                   | Ellerbeck                            |                         |
| 1988 | The First Kangaroos                      | Arthur Hughes                        |                         |
| 1988 | The Tenth Man                            | Pierre                               |                         |
| 1988 | Soursweet                                | Mr. Constantinides                   |                         |
| 1988 | The Raggedy Rawney                       | The Soldier                          |                         |
| 1989 | The Rainbow                              | Mr. Harby                            |                         |
| 1989 | Erik the Viking                          | Jennifer the Viking                  |                         |
| 1989 | Duck                                     |                                      | Short                   |
| 1990 | The Witches                              | Head Chef                            |                         |
| 1990 | Crimestrike                              | The Detective                        |                         |
| 1990 | The Fool                                 | Mr. Blackthorn                       |                         |
| 1992 | Blame It on the Bellboy                  | Rossi                                |                         |
| 1993 | The Hour of the Pig                      | Mathieu                              |                         |
| 1994 | Black Beauty                             | John Manly                           |                         |
| 1994 | The Madness of King George               | Fox                                  |                         |
| 1994 | Asterix Conquers America                 | Vitalstatistix and Additional Voices | English dub, uncredited |
| 1995 | Richard III                              | Lord Hastings                        |                         |
| 1995 | The Grotesque                            | George Lecky                         |                         |
| 1995 | Balto                                    | Voice                                | Uncredited              |
| 1996 | Brassed Off                              | Harry                                |                         |
| 1997 | Keep the Aspidistra Flying               | Erskine                              |                         |
| 1998 | Bill's New Frock                         | Mr. Platworthy                       | Short                   |
| 1998 | Vigo: A Passion for Life                 | Bonaventure                          | Uncredited              |
| 1998 | Legionnaire                              | Lucien Galgani                       |                         |
| 1998 | Shakespeare in Love                      | Ralph Bashford                       |                         |
| 2000 | The Little Vampire                       | Rookery                              |                         |
| 2000 | 102 Dalmatians                           | Detective Armstrong                  |                         |
| 2002 | Heartlands                               | Geoff                                |                         |
| 2002 | Dinotopia                                | Mayor Waldo Seville                  |                         |
| 2003 | Bright Young Things                      | Chief Customs Officer                |                         |
| 2003 | 16 Years of Alcohol                      | Director                             |                         |
| 2004 | Ella Enchanted                           | Nish                                 |                         |
| 2004 | Casablanca Driver                        | Joe Mateo, l'agent                   |                         |
| 2004 | Modigliani                               | Achilles Hébuterne                   |                         |
| 2004 | Out of Season                            | Michael Philipps                     |                         |
| 2005 | House of 9                               | The Watcher                          | Voice                   |
| 2006 | The Thief Lord                           | Victor                               |                         |
| 2007 | Cassandra's Dream                        | Garage Boss                          |                         |
| 2007 | The Golden Compass                       | John Faa                             |                         |
| 2008 | The Oxford Murders                       | Inspector Petersen                   |                         |
| 2009 | Creation                                 | Joseph Parslow                       |                         |
| 2009 | Wish 143                                 | Priest                               | Short                   |
| 2009 | Burlesque Fairytales                     | The Compere                          |                         |
| 2010 | Punk Strut: The Movie                    | Skippy                               |                         |
| 2010 | Alice in Wonderland                      | The Executioner                      | Voice                   |
| 2011 | My Week with Marilyn                     | Barry                                |                         |
| 2017 | Transformers: The Last Knight            | Cogman                               | Voice                   |
| 2017 | The Little Vampire 3D                    | Rookery                              | Voice                   |
| 2018 | Swimming with Men                        | Ted                                  |                         |
| 2019 | Downton Abbey                            | Charles Carson                       |                         |
| 2019 | The Good Liar                            | Vincent                              |                         |
| 2022 | Downton Abbey: A New Era                 | Charles Carson                       |                         |
| 2022 | The Sea Beast                            | The King                             | Voice                   |
| 2023 | Wonka                                    | Abacus Crunch                        |                         |
| 2025 | Untitled Downton Abbey: A New Era sequel | Charles Carson                       | Filming                 |

### Tv
| År        | Titel                                    | Rolle                          | Noter                                                      |
| --------- | ---------------------------------------- | ------------------------------ | ---------------------------------------------------------- |
| 1976      | I, Claudius                              | Statust som Senator            | 1 episode: "Reign of Terror"                               |
| 1980      | Fox                                      | Cliff Ryan                     | 2 episodes                                                 |
| 1982      | Not The Nine O'Clock News                | Darts Referee                  | 1 episode                                                  |
| 1984      | December Flower                          | Dentist                        | TV film                                                    |
| 1984      | Hiawatha                                 | Narrator                       | TV film                                                    |
| 1985      | The Bill                                 | Stan                           | 1 episode: "Death of a Cracksman"                          |
| 1985      | Widows 2                                 | Det. Insp. Frinton             | Mini-series (2 episodes)                                   |
| 1986      | The Monocled Mutineer                    | Spencer                        | 1 episode: "A Dead Man on Leave"                           |
| 1986      | Lost Empires                             | Inspector Crabbe               | Mini-series (2 episodes)                                   |
| 1986      | The Singing Detective                    | Mr. Marlow                     | 5 episodes                                                 |
| 1987      | Harry's Kingdom                          | Bill                           | TV film                                                    |
| 1988      | Star Trap                                | Dr. Wax                        | TV film                                                    |
| 1988      | A Very British Coup                      | The Cabinet – Newsome          | Mini-series (2 episodes)                                   |
| 1988      | Christabel                               | Bausch                         | TV film                                                    |
| 1988      | Hallmark Hall of Fame                    | Pierre                         | 1 episodes: "The Tenth Man"                                |
| 1988      | Thompson                                 |                                | 1 episode: "Episode No.1.6"                                |
| 1989      | Precious Bane                            | Sarn                           | TV film                                                    |
| 1989–1994 | Screen Two                               | Father                         | 2 episodes                                                 |
| 1990      | A Sense of Guilt                         | Richard Murray                 | 7 episodes                                                 |
| 1990      | Zorro                                    | Colonel Mefisto Palomarez      | 2 episodes                                                 |
| 1990      | The Gravy Train                          | Personip                       | 1 episode: "Episode No.1.3"                                |
| 1991      | Incident in Judaea                       | Afranius                       | TV film                                                    |
| 1991      | Screen One                               | Ray Galton                     | 1 episode: "Hancock"                                       |
| 1991      | Casualty                                 | Matthew Charlton               | 1 episode: "Dangerous Games"                               |
| 1991–1999 | Murder Most Horrid                       | Various                        | 3 episodes                                                 |
| 1992      | Great Performances                       | Meinertzhagen                  | 1 episode: "A Dangerous Man: Lawrence After Arabia"        |
| 1992      | Between the Lines                        | D.I. Dick Corbett              | 1 episode: "Lies and Damned Lies"                          |
| 1992      | Soldier Soldier                          | Snr. Supt. Derek Tierney, RHKP | 1 episode: "Lifelines"                                     |
| 1992      | Stalin                                   | Sergo                          | TV film                                                    |
| 1993      | Lipstick on Your Collar                  | Inspector                      | Mini-series                                                |
| 1993      | A Year in Provence                       | Ted Hopkins                    | Mini-series (1 episode: "Room Service")                    |
| 1993      | The Comic Strip Presents...              | Commander                      | 1 episode: "Detectives on the Edge of a Nervous Breakdown" |
| 1993      | Medics                                   | Hugh Buckley                   | 1 episode: "Episode No.3.6"                                |
| 1993      | Resnick: Rough Treatment                 | Grabianski                     | TV film                                                    |
| 1993      | The Murder of James Bulger               | Narrator                       | BBC Documentary                                            |
| 1993–1994 | Minder                                   | Tompkins                       | 2 episodes                                                 |
| 1994      | Pie in the Sky                           | Alec Bailey                    | 1 episode: "Passion Fruit Fool"                            |
| 1994      | Cracker                                  | Kenneth Trant                  | 3 episodes                                                 |
| 1994      | Shakespeare: The Animated Tales          | Markus Antonius (stemme)       | 1 episode: "Julius Caesar"                                 |
| 1994      | Open Fire                                | Dept. Chief Supt. Young        | TV film                                                    |
| 1994      | Midnight Movie                           | Henry Harris                   | TV film                                                    |
| 1995      | It Could Be You                          | Wally "Lottery" Whaley         | TV film                                                    |
| 1995      | The Late Show                            | Albert Knox                    | Documentary (1 episode: "Sophie's World")                  |
| 1995      | Dangerfield                              | Stephen Millwood               | 1 episode: "A Patient's Secret"                            |
| 1995      | Mrs. Hartley and the Growth Centre       | Inspector                      | TV film                                                    |
| 1995      | Coogan's Run                             | Fraser                         | 1 episode: "Natural Born Quizzers"                         |
| 1995      | The All New Alexei Sayle Show            | various roles                  | Appeared in all six episodes in the second season          |
| 1997      | Harpur and Iles                          | Tenderness Mellick             | TV film                                                    |
| 1997      | The Missing Postman                      | DS Lawrence Pitman             | TV film                                                    |
| 1997      | The Chest                                | Roland Blood                   | TV film                                                    |
| 1997      | Alas Smith and Jones                     |                                | 1 episode: "Episode No. 9.5"                               |
| 1997      | Ain't Misbehavin'                        | Maxie Morrell                  | 3 episodes                                                 |
| 1997      | Bright Hair                              | Norman Devenish                | TV film                                                    |
| 1999      | Trial By Fire                            | Geoffrey Bailey                | TV film                                                    |
| 1999      | Tube Tales                               | Ticket Inspector               | TV film                                                    |
| 2000      | Arabian Nights                           | Ja'Far                         | TV film                                                    |
| 2000      | The Scarlet Pimpernel                    | General La Forge               | Episode: "Friends and Enemies"                             |
| 2001      | Jack and the Beanstalk: The Real Story   | Odin                           | TV film                                                    |
| 2001      | The Way We Live Now                      | Mr. Brehgert                   | TV mini-series (3 episodes)                                |
| 2002      | Inside the Murdoch Dynasty               | Narrator                       | TV film                                                    |
| 2002      | Dinotopia                                | Mayor Waldo Seville            | Mini-series (3 episodes)                                   |
| 2002      | Dalziel and Pascoe                       | Ted Lowry                      | 1 episode: "The Unwanted"                                  |
| 2003      | Hornblower: Duty                         | Etheridge                      | TV film                                                    |
| 2003      | Helen of Troy                            | Pirithous                      | TV film                                                    |
| 2003      | Strange                                  | Inspector Stuart               | 1 episode: "Asmoth"                                        |
| 2003      | Trevor's World of Sport                  | Sir Frank Luckton              | 1 episode: "A Man's Game"                                  |
| 2003      | Trial & Retribution                      | Dr. Jenkins                    | 1 episode: "Suspicion: Part 1"                             |
| 2003      | Pompeii: The Last Day                    | Polybius                       | TV film                                                    |
| 2003      | Cromwell: Warts and All                  | Oliver Cromwell                | TV film                                                    |
| 2003      | Midsomer Murders                         | Nathan Green                   | TV series (1 episode: "The Fisher King")                   |
| 2004      | London                                   | Henry Fielding                 | TV film                                                    |
| 2004      | Von Trapped                              | Larry Lavelle                  | TV film                                                    |
| 2004      | Blue Murder                              | Frank Evans                    | 1 episode: "Up in Smoke"                                   |
| 2006      | Aberfan: The Untold Story                | Lord Robens                    | TV documentary                                             |
| 2006      | The Secret Life of Mrs. Beeton           | Henry Dorling                  | TV film                                                    |
| 2006      | The Wind in the Willows                  | Engine Driver                  | TV film                                                    |
| 2007      | Recovery                                 | Mr. Lockwood                   | TV film                                                    |
| 2007      | Silent Witness                           | Malcolm Young                  | 2 episodes                                                 |
| 2007–2009 | Cranford                                 | Captain Brown                  | Mini-series (7 episodes)                                   |
| 2008      | Caught in a Trap                         | Brian Perkins                  | TV film                                                    |
| 2009      | Red Riding: In the Year of Our Lord 1980 | Harold Angus                   | TV film                                                    |
| 2009      | Red Riding: In the Year of Our Lord 1983 | Harold Angus                   | TV film                                                    |
| 2010–2015 | Downton Abbey                            | Mr Charles Carson              | 52 episoder; hovedrolle                                    |
| 2013      | Secrets of the Stonehenge Skeletons      | Narrator                       | TV film documentary                                        |
| 2013      | Secrets from the Workhouse               | Narrator                       | 2 episodes                                                 |
| 2013      | Queen Victoria and the Crippled Kaiser   | Narrator                       | TV documentary                                             |
| 2015      | Building Hitler's Supergun               | Narrator                       | TV documentary                                             |
| 2017      | Knightfall                               | Pope Boniface VIII             |                                                            |
| 2018      | King Lear                                | Earl of Kent                   | Television film                                            |
| 2019–     | Inside the World's Greatest Hotels       | Narrator                       | TV series                                                  |
| 2023      | Hidden Treasures of the National Trust   | Narrator                       | TV series                                                  |
| 2024      | Cumbria: The Lakes & Coast               | Narrator                       | TV series                                                  |

### Teater
HansNational Theatre-kreditter (som James Carter):
| År        | Titel                                                  | Rolle                | Scene                                     | Ref.  |
| --------- | ------------------------------------------------------ | -------------------- | ----------------------------------------- | ----- |
| 1968      | Winter Daddykins                                       |                      | the Brighton Combination                  |       |
| 1969      | Gum and Goo                                            |                      | the Brighton Combination                  |       |
| 1970      | Come Together                                          |                      | Brighton Combination, Royal Court Theatre |       |
| 1971      | Waiting for Godot                                      |                      | Newcastle University Theatre              |       |
| 1977–1978 | The Hunchback of Notre Dame                            | Frollo               | Cottesloe Theatre                         |       |
| 1978      | Stormen                                                |                      | the Young Vic Company                     |       |
| 1978      | Richard III                                            |                      | the Young Vic Company                     |       |
| 1978      | Faust                                                  |                      | the Young Vic Company                     |       |
| 1978      | Bartholomew Fair                                       |                      | the Young Vic Company                     |       |
| 1980–1981 | The Romans in Britain                                  | Daui                 | Olivier Theatre                           |       |
| 1980      | Hiawatha                                               | Nawadaha             | Olivier Theatre                           |       |
| 1980      | Julius Caesar                                          |                      | Riverside Studios                         |       |
| 1981      | The Romans in Britain                                  |                      | the National Theatre, Olivier Theatre     |       |
| 1981      | Man and Superman                                       | Henry Straker        | Olivier Theatre                           |       |
| 1981      | The Oresteia                                           | Chorus               | Olivier Theatre                           |       |
| 1981      | Man and Superman                                       |                      | the National Theatre, Olivier Theatre     |       |
| 1981–1982 | The Mayor of Zalamea                                   | Rebolledo            | Cottesloe and Olivier Theatre             |       |
| 1982–1983 | Guys and Dolls                                         | Big Julie            | Olivier Theatre                           |       |
| 1982–1983 | Schewyk in the Second World War                        | Hitler/SS Man Muller | Olivier Theatre                           |       |
| 1983      | Hiawatha                                               |                      | the National Theatre, Olivier Theatre     |       |
| 1983      | Schweyk in the Second World War                        |                      | the National Theatre, Olivier Theatre     |       |
| 1984      | The Mysteries: The Nativity, The Passion, and Doomsday |                      | National Theatre, Cottesloe Theatre       |       |
| 1986–1987 | The Infernal Machine                                   |                      | Lyric Hammersmith                         |       |
| 1987      | The Balcony                                            | Judge                | Barbican Theatre                          | [ 5 ] |
| 1988      | The Wizard of Oz                                       | Zekel, Cowardly Lion | Barbican Theatre,                         |       |
| 1990      | Fashion                                                |                      | Tricycle Theatre                          |       |
| 1990–1991 | Gasping                                                |                      | Theatre Royal, Haymarket                  | [ 6 ] |
| 2005      | The President of an Empty Room                         | Don Jose             | Cottesloe Theatre                         | [ 7 ] |